# De Grote Vier (schepen)
De Grote Vier (Engels: The Big Four) zijn 4 passagiersschepen uit het begin van de 20e eeuw van de rederij White Star Line, door deze rederij in de vaart gebracht in een poging de grootste scheepsvloot te hebben.
Met de Oceanic II was de Great Eastern al overtroffen in lengte, maar niet in omvang (tonnage). Daarom werden de vier nieuwe schepen alle met een tonnage boven de 20.000 ton gebouwd. Ze werden besteld bij de scheepswerf Harland and Wolff in Belfast.

## De schepen
- Celtic II, 1901
- Cedric, 1903
- Baltic II, 1903
- Adriatic II, 1907

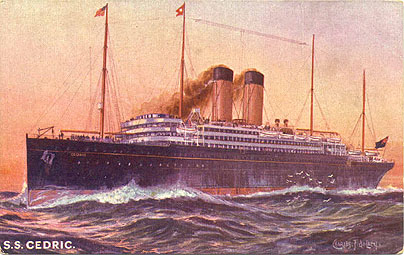
Cedric, 1903

De Celtic II en de Cedric waren twee identieke schepen en iets korter dan de Oceanic. Evengoed was de Celtic het op een na langste schip dat tot dan toe ooit gebouwd was en bovendien het schip met het grootste tonnage ooit, rond de 21.000 registerton. De Cedric was een tikkeltje groter, voor de Baltic werd het ontwerp in het midden nog zeven meter langer gemaakt zodat het tonnage steeg naar zo'n 24.000 ton. De Adriatic was weer een iets grotere en ook snellere versie van de Baltic.
De snelheid van de vier schepen lag met 16 à 17 knopen knopen een stuk lager dan de oudere Teutonic en Majestic, schepen van White Star Line uit 1889, die met een snelheid van ruim 20 knopen een tijd lang het record voor de snelste oceaanoversteek op hun naam hadden staan. Maar inmiddels vond de maatschappij het belangrijker om de passagiers een comfortabel verblijf aan boord aan te bieden.